# Haita de acțiune
Haita de acțiune  este un film românesc de comedie  din 2023 scris și regizat de Vali Dobrogeanu și produs de Matei Dima. Premiera a fost la 21 martie în cinematografele din România.
În rolurile principale au fost distribuiți Antonia Iacobescu, Vlad Brumaru, Anca Dumitra și Matei Dima.

## Prezentare
Denzel (Matei Dima) este polițist la rutieră, însă el se visează în filmele americane și își dorește să rezolve cazuri complexe. Este luat la mișto de toți colegii lui din secție pentru că este prea naiv să fie corupt și nu-l duce capul destul cât să fie comisar adevărat.
Împreună cu Oli (Antonia Iacobescu) o polițistă care are probleme cu nervii pentru că e sătulă de misoginismul din România și Aurel, primul agent de circulație din departament de etnie rromă, încep să investigheze un caz interesant, însă scormonesc unde nu trebuie.

## Distribuție
- Alex Bogdan – Seba
- Vlad Brumaru – Aurel
- Elena Chiriac – Bubu
- Alex Delea – Bodyguard
- Matei Dima – ofițer de poliție Denzel
- Anca Dinicu – Bucur
- Anca Dumitra – Avramescu
- Antonia Iacobescu – Oli[6]
- Iancu Matei Sterp – Dinu